# لغز آينشتاين
لغز الحمار الوحشي هو لغز منطقي. يُعرف أيضاً بـ أحجية آينشتاين إذ يقال أن ألبرت آينشتاين ألفه وهو فتى، وادّعى أن 2% فقط من الناس يستطيعون حله. أحياناً ينسب اللغز إلى لويس كارول. لا يوجد دليل على تأليف آينشتاين أو كاورل للغز، فقط ذكر في النسخة الأصلية من اللغز أسماء سجائر لم تكن متواجدة في عصر كارول أو آينشتاين.
هناك عدة نسخ للغز. النسخة المذكورة في الأسفل هي أول نسخة معروفة مطبوعة للغز في مجلة "لايف" في 7 ديسمبر 1962.

## نسخ وترجمات أخرى للغز
يوجد نسخ مختلفة كثيرة للغز. بعض النسخ تستبدل السجائر بأنواع مختلفة من الحلوى لكي يكون مناسبا للصغار. وفي نسخ أخرى تم استبدال السجائر بأنواع السيارات. بعض النسخ المترجمة تختلف فيها الجنسيات والمشروبات. مع اختلاف النسخ لكن لا تزال طريقة الحل ثابتة في جميع النسخ مع بعض الاختلافات في المسميات فقط.

## الحل
| البيت       | 1      | 2         | 3         | 4         | 5           |
| ----------- | ------ | --------- | --------- | --------- | ----------- |
| لون         | اصفر   | ازرق      | احمر      | أخضر      | ابيض        |
| جنسية       | نرويجي | دنماركي   | انجليزي   | ياباني    | اسباني      |
| مشروب       | ماء    | شاي       | حليب      | قهوة      | البيرة      |
| دخان        | كوولز  | تشسترفيلد | أولد جولد | بارلمنت   | لاكي سترايك |
| حيوان منزلي | ثعلب   | حصان      | حلزون     | حمار وحشي | كلب         |